# Contre les hérésies
Pour les articles homonymes, voir Adversus Hæreses.
Pour l'œuvre d'Épiphane de Salamine, voir Panarion.
Dénonciation et réfutation de la gnose au nom menteur (en grec ancien : Ἔλεγχος καὶ ἀνατροπὴ τῆς ψευδωνύμου γνώσεως), connu sous le nom de Contre les hérésies (en latin Adversus hæreses), est une œuvre en cinq volumes écrite au IIe siècle par Irénée de Lyon.
Le texte original en grec ancien a disparu, sauf quelques passages conservés notamment grâce aux citations qu'en font d'autres auteurs grecs tels qu'Eusèbe de Césarée, et un papyrus très fragmentaire (ci-contre). D'autres passages sont cités par des auteurs syriaques et arméniens, et on conserve une version littérale en arménien des livres IV et V, mais la seule version intégrale qui soit parvenue jusqu'à nous est une traduction latine dont l'auteur est inconnu, et composée à une date incertaine entre le IIIe et le Ve siècle. Cette traduction latine a elle-même été transmise par très peu de manuscrits médiévaux : c'est seulement à partir du XVe siècle que l'ouvrage recommence à être largement diffusé, d'abord par plusieurs copies manuscrites dans les milieux humanistes, et enfin une première édition imprimée due à Érasme, en 1526.
Le traité joua un rôle important dans l'établissement de l'orthodoxie chrétienne et les interprétations du Nouveau Testament.

## Structure
Le Contre les hérésies se compose de cinq livres, chacun d'eux étant une œuvre individuelle basée sur un type particulier d'argument :
- le livre I traite des hérésies gnostiques de Valentin et ses prédécesseurs depuis Simon le Magicien jusqu'aux ophites et aux caïnites ;
- le livre II fournit des preuves rationnelles visant à démontrer que le valentinisme n'est pas une doctrine valable ;
- le livre III cherche à démontrer le caractère fallacieux de ces doctrines à partir des évangiles. Il y dresse la liste de succession des papes ;
- le livre IV prouve, à partir des paroles de Jésus-Christ, l'unité des évangiles et de l'Ancien Testament ;
- le livre V, enfin, se focalise sur d'autres dires de Jésus et les épîtres de saint Paul.

## Objet
L'objet du Contre les hérésies est de réfuter de façon systématique les enseignements de divers groupes gnostiques.
Dans son ouvrage, Irénée classe Marcion parmi les hérétiques gnostiques,.

## Éditions

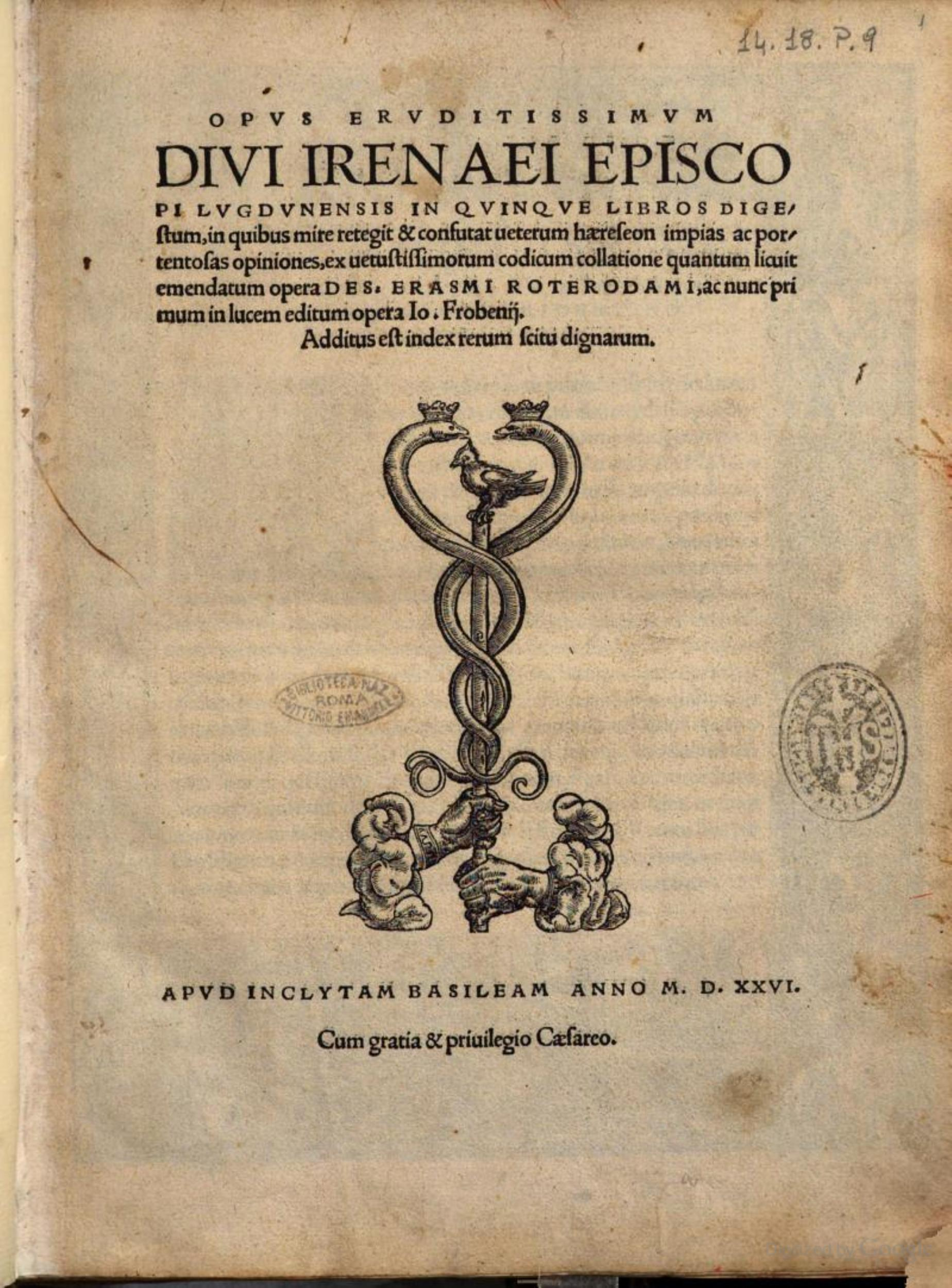
Page de titre de la toute première édition du Contre les hérésies (Érasme, 1526)

La toute première édition du Contre les hérésies a été publiée par Érasme en 1526 (ci-contre). De nouvelles éditions ont ensuite été élaborées par Nicolas Des Gallars en 1570, François Feuardent en 1575 et en 1596, John Erst Grabe en 1702, René Massuet en 1710, Adolf Stieren en 1848-1853 et William W. Harvey en 1857,.
Une édition critique est parue entre 1965 et 1982 dans la collection Sources chrétiennes du Cerf (numéros 100, 152-153, 210-211, 263-264 et 293-294). Accompagnée d'une traduction française, cette édition dirigée par Adelin Rousseau est due à Bertrand Hemmerdinger, Charles Mercier, et Louis Doutreleau. Adelin Rousseau a ensuite mis à jour et harmonisé l'ensemble de la traduction française dans un volume dédié de la collection Sagesses chrétiennes (toujours chez Le Cerf).